# استیو مادن (شرکت)
استیو مادن (انگلیسی: Steve Madden) یک شرکت تولید کفش در ایالات متحده آمریکا است.
این شرکت که در سال ۱۹۹۰ تأسیس شده محصولات خود شامل انواع کفش مردانه، زنانه و بچه‌گانه در ۱۲۰ فروشگاه در ایالات متحده آمریکا و ۲۵۰ فروشگاه در بیش از ۶۵ کشور دنیا عرضه می‌کند.

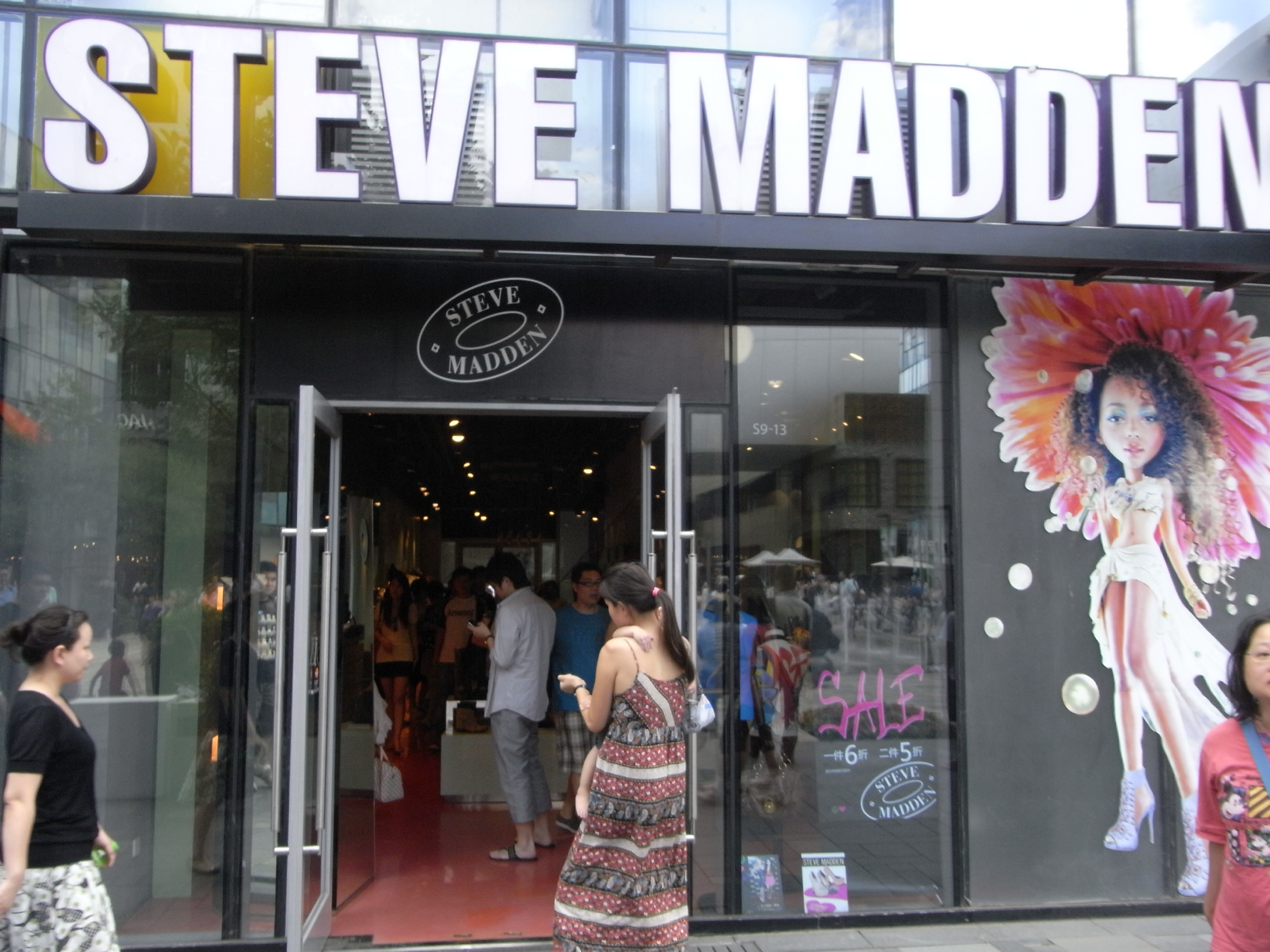
فروشگاه استیو مادن در پکن